# Theodore Newman Kaufman
Theodore Newman Kaufman (* 22. Februar 1910 in New York City; † April 1986 in East Orange, New Jersey) war ein US-amerikanischer Geschäftsmann und Autor.
Kaufman, Betreiber einer kleinen Werbe- und Eintrittskartenagentur in South Orange, war in politischer Hinsicht ein einzelgängerischer Exzentriker, der seine pazifistischen Grundüberzeugungen mit extrem radikalen Mitteln umgesetzt sehen wollte. Im Namen seiner American Federation of Peace, deren Präsident und vermutlich einziges Mitglied er war, wandte er sich 1939 an den Kongress der Vereinigten Staaten und verlangte: „1. die Vereinigten Staaten aus Europas Kriegen herauszuhalten oder 2. alle Amerikaner sterilisieren zu lassen, damit ihre Kinder nicht mordlüsterne Monster würden“.
Die gänzlich unrealistische Forderung nach Massensterilisation übertrug er zwei Jahre später in seinem Buch Germany Must Perish! auf die Deutschen. Das Buch erschien im Selbstverlag und blieb, abgesehen von einer negativen Kritik im Magazin Time, ohne öffentliche Wahrnehmung in den USA.
Da Kaufman Jude war, wurde es im nationalsozialistischen Deutschland dagegen von der NS-Propaganda als Grundlage für die Konstruktion des sogenannten Kaufman-Plans und einer angeblich von amerikanischen Juden in Kooperation mit der US-Regierung geplanten Ausrottung des deutschen Volkes benutzt. In Wahrheit besaß der politische Einzelgänger Kaufman weder die von den Nationalsozialisten behaupteten Kontakte ins Weiße Haus, noch wurde er in der amerikanischen Öffentlichkeit nennenswert zur Kenntnis genommen. Seine Äußerungen waren in Wahrheit belanglos, jedoch werden sie bis heute von Geschichtsrevisionisten als Beleg für eine angebliche Verschwörung des sogenannten Weltjudentums gegen Deutschland herangezogen.
In einigen, bisweilen auch rechtsextremen Presseerzeugnissen wird Kaufmans zweiter Vorname fälschlich mit „Nathan“, sein Familienname mit „Kaufmann“ angegeben.